# Гедеоновский, Александр Васильевич
Александр Васильевич Гедеоновский (27 августа [8 сентября] 1859, село Шаблыкино, Орловская губерния — 7 августа 1928, Москва) — российский политический деятель, народоволец, член партии «Народное право», один из создателей партии социалистов-революционеров (1901—1902).

## Биография
Родился в 1859 году в селе Шаблыкино Карачевского уезда Орловской губернии в семье священника. Окончил Орловское духовное училище.
В 1880 году из 5 класса Орловской семинарии поступил в Ярославский Демидовский юридический лицей (один из двух вузов, в которые можно было тогда поступить семинаристу), где организовал нелегальный кружок «Народной воли». Осенью 1882 года «за организацию беспорядков» исключён из лицея, но через несколько месяцев ему было разрешено вернуться. В 1884—1885 годах пропагандировал идеи «Народной воли» среди студентов и гимназистов в Ярославле. 15 июня 1886 арестован по делу ярославского революционного кружка и приговорён к ссылке в Усть-Каменогорск.
В 1892 году вернулся, жил в Орле и Уфе. В 1893 году разъезжал по разным городам для переговоров и закрепления связей с партией «Народного права». Апрель 1894 года — арест и ссылка на пять лет в Верхоленск Иркутской губернии.
В 1901—1903 годах жил в Полтаве, Тифлисе, Одессе. Один из создателей Партии социалистов-революционеров. В 1906 году выслан в город Нарым, но ввиду болезни, по ходатайству родственников, получил разрешение выехать на время ссылки за границу в Париж. В декабре избран от парижской группы делегатом на конференцию заграничных организаций социалистов-революционеров, избран товарищем председателя в президиум и делегатом на партийный съезд в Финляндии. В 1908 году фактически вошёл в состав Центрального комитета Заграничной делегации партии.
В 1909 году вернулся в Россию, где до Февральской революции состоял под надзором полиции, что способствовало отходу от активной революционной деятельности.
С февраля по октябрь 1917 год принимал активное участие в организации районных дум в Москве, избран председателем Совета районных дум, позже членом московской городской управы. 25 июня 1917 года по списку партии эсеров был избран гласным Московской городской думы, был также членом городской управы. После октября служит в кооперативных организациях. С 1922 год — член Всесоюзного общества политкаторжан и ссыльнопоселенцев.
В июне 1925 года оставил службу по болезни, занимался в архивах, планируя написать мемуары. Умер в 1928 году в селе Михайловском близ Москвы в доме отдыха политкаторжан, похоронен на Новодевичьем кладбище.
Жена Гедеоновского была также эсеркой.

## Сочинения
- Ярославский революционный кружок 1881—1886 гг. // Каторга и ссылка. — 1924. — № 3 (24). — С. 95—109.
- Из Петербурга в Сибирь // Каторга и ссылка. — 1926. — № 5 (26). — С. 186—208.